# Zwarte lijst van exotische dieren en planten
België heeft in 2010 een zwarte lijst voor exotische dieren en planten opgesteld.
Voor twintig soorten exotische planten en dieren is het bezitten en verhandelen hiervan verboden omdat ze een groot gevaar vormen voor de inheemse fauna en flora. Deze behoren tot de zogeheten invasieve soorten. 

## Zoogdieren
- Amerikaanse nerts
- Beverrat
- Grijze eekhoorn
- Muntjak
- Pallaseekhoorn
- Sikahert
- Thaise eekhoorn
- Wasbeerhond

## Amfibieën
- Amerikaanse stierkikker

## Vissen
- Amoergrondel
- Zwartbekgrondel

## Vogels
- Halsbandparkiet
- Heilige ibis

## Planten
- Egeria
- Hottentotvijg
- Ongelijkbladig vederkruid
- Parelvederkruid
- Postelein-waterlepeltje
- Verspreidbladige waterpest
- Watercrassula
- Waterteunisbloem